# Clássico Sol
Clássico Sol é o confronto de futebol entre os principais clubes da cidade de Sobral, no estado do Ceará, Brasil. Envolve o Guarany de Sobral e o Vila Real Futebol Clube, rivais locais que simbolizam a tradição e a renovação do futebol na cidade.

## Histórico
O primeiro confronto oficial do Clássico Sol ocorreu em 5 de julho de 2025, durante as comemorações do aniversário da cidade. A partida terminou empatada em 1 a 1, marcando o início de uma rivalidade crescente entre as equipes.
No segundo duelo, em 26 de julho de 2025, o Vila Real conquistou sua primeira vitória no clássico, vencendo por 1 a 0 com gol de pênalti marcado pelo atleta Janeudo.
O nome "Clássico Sol" faz referência ao apelido da cidade de Sobral, conhecida como a "Princesa do Norte", e à simbologia do sol presente na região.

## Importância
O Clássico Sol rapidamente se tornou um dos eventos esportivos mais aguardados em Sobral, mobilizando torcedores e fortalecendo a identidade cultural local por meio do futebol.

## Estatísticas
- Partidas: 2
- Vitórias do Guarany de Sobral: 0
- Vitórias do Vila Real: 1
- Empates: 0
- Gols do Guarany de Sobral: 1
- Gols do Vila Real: 2

## Partidas importantes
- 5 de julho de 2025: Guarany 1 x 1 Vila Real – Primeiro jogo do clássico. [1]
- 26 de julho de 2025: Guarany 0 x 1 Vila Real – Vitória do Vila Real com gol de Janeudo. [2]